# Панчо Владигеров (булевард в София)
„Панчо Владигеров“ е основен булевард в ж.к. „Люлин“, София с дължина 4,4 km.
Преминава през средата на жилищния комплекс от южната част до северната му част, като започва от бул. „Д-р Петър Дертлев“ при Люлин-5 и Люлин-6 и свършва в северната му част при бул. „Европа“, Люлин-1 и Люлин-8. По протежението си „Панчо Владигеров“ се пресича с няколко булеварда: бул. „Райко Даскалов“, бул. „Джавархавал Неру“/бул. „Захари Стоянов“, бул. „Царица Йоанна“, както и с бул. „Проф. Александър Станишев“. По неофициални данни, кръстовището между булевардите „Панчо Владигеров“, „Джавахарлал Неру“ и „Захари Стоянов“ се смята за център на ж.к. Люлин.
В участъка от южния край на булеварда при кръстовището с бул. „Д-р Петър Дертлиев“ до около 50 метра преди кръстовището с бул. „Царица Йоанна“ по булеварда в обособено трасе минава една от трамвайните линии на градския транспорт – линия 8. Бул. „Панчо Владигеров“ е също така и един от булевардите, под които минава част от трасето на Първи метродиаметър на Софийското метро. Трасето на метрото върви под „Панчо Владигеров“ между бул. „Царица Йоанна“ и бул. „Европа“, като в участъка между „Царица Йоанна“ и бул. „Проф. Александър Станишев“ трасето на метрото не минава точно под булеварда, а прави дъга, минаваща между западната част на „Панчо Владигеров“ и блоковете на ж.к. Люлин-2.
След кръстовището с бул. „Европа“, на север продължението на „Панчо Владигеров“ е ул. „Обелско шосе“, по което метрото продължава към ж.к. Обеля и Метростанция Обеля.

## Обекти
Северозападна страна
№ 66 : Централен офис на „Булгартрансгаз“